# Белградський драматичний театр
Белградський драматичний театр (серб. Београдско драмско позориште) — театр, розташований у столиці Сербії Белграді (громада Врачар).

## Історія
Белградський драматичний театр заснований у серпні 1947; він став першим міським театром Белграду, створеним після Другої світової війни. Прем'єра першого спектаклю, поставленого Петаром Петровичем за твором Бориса Горбатова Юність батьків, відбулася ввечері 20 лютого 1948. Театр, розташований нині по вулиці Црвени Крст (Червоний Хрест), почав функціонувати в театральний сезон 1948/49. 20 березня 1949 відбувся прем'єрний показ вистави Sumnjivo lice (Підозріла людина) за твором Бранислава Нушича, поставленої боснійським режисером Салько Репаком. Протягом 1959—75 Белградський драматичний театр був об'єднаний з Белградським театром комедії та функціонував під назвою Сучасний театр; у 1975 йому було повернено стару назву. 
У середині 1950-х та на початку 1960-х театр переживав свій «золотий» період, яким завдячував частково успішним спектаклям, поставленим за творами сучасних американських драматургів, та частково цілій плеяді талановитих акторів, режисерів, сценографів, костюмерів, які здобули собі репутацію на сцені цього театру. Легендарні вистави Смерть комівояжера, Кішка на розпеченому даху, Скляний звіринець, Матінка Кураж та її діти, Вигляд з мосту та інші, поставлені за творами сучасних класиків, стали культовими в колах театралів.
Навесні 2003 була проведена капітальна реконструкція будівлі театру, завдяки якій вона стала відповідати високим європейським стандартам.
Станом на 2010 Белградський драматичний театр був одним з найпопулярніших театрів серед мешканців сербської столиці. Всередині театру розташовано майже 500 сидячих місць. Нині театр зберігає традиції, задані виставами, поставленими за класичними й авангардними драматичними творами, завдяки яким був створений та збережений його власний впізнаваний стиль.